# غضبان فاضلي (الهايي)
غضبان فاضلي (بالفارسية: سیدغضبان‌فاضلی) هي قرية وتقع في إيران في قسم الهايي الريفي. يقدر عدد سكانها بـ 106 نسمة بحسب إحصاء 2016.